# Obiecanowo (przystanek kolejowy)
Obiecanowo – nieczynny wąskotorowy kolejowy przystanek osobowy w Obiecanowie, w województwie kujawsko-pomorskim.